# Ephedra minuta
Ephedra minuta là một loài thực vật hạt trần trong họ Ephedraceae. Loài này được Florin mô tả khoa học đầu tiên năm 1927.